# Sclaters Goldmull
Sclaters Goldmull (Chlorotalpa sclateri) ist eine Art aus der Familie der Goldmulle. Er kommt endemisch im südlichen Afrika vor. Sein Verbreitungsgebiet ist im Vergleich zu anderen Vertretern der Goldmulle relativ ausgedehnt und umfasst Teile der Karoo und des Highveld in Südafrika und in Lesotho. Das Vorkommen verteilt sich dabei auf vier Unterarten. Die bevorzugten Habitate stellen Wiesen- und Graslandschaften sowie Wälder im Hochland dar. Die Tiere sind robust gebaut, ähneln mit ihrem spindelförmigen Körper, dem äußerlich sichtbare Ohren und ein Schwanz fehlen, sowie den großen, aber schlanken Grabkrallen den anderen Goldmullen. Sie leben unterirdisch und einzelgängerisch, die Hauptnahrung besteht aus Wirbellosen. Über die weitere Lebensweise liegen aber kaum Informationen vor. Die wissenschaftliche Erstbeschreibung der Art erfolgte im Jahr 1907. Der Bestand gilt als nicht bedroht.

## Merkmale

### Habitus
Sclaters Goldmull ist ein kleiner, aber stämmig gebauter Vertreter der Goldmulle. Seine Kopf-Rumpf-Länge variiert zwischen 8,2 und 13,5 cm, sein Gewicht von 22 bis 54 g. Ein Geschlechtsdimorphismus ist nur gering ausgeprägt, Männchen werden im Durchschnitt etwas größer als Weibchen. Der Körper ist, charakteristisch für Goldmulle, spindelförmig gebaut, äußerlich sichtbare Ohren und ein Schwanz fehlen. Das Fellkleid ist eher grob, am Rücken hat eine glänzend rötlichbraune bis dunkelbraune Färbung, bei einigen Populationen erstreckt sich ein dunklerer Streifen entlang der Mittellinie. Die Unterseite besitzt eine trübgraue Tönung mit rötlichbraunem Einschlag, die Beine sind hell bräunlich gefärbt. Die einzelnen Haare werden am Rücken 10, an den Seiten bis 12 mm lang. Die ersten zwei Drittel sind grau, das obere Drittel rötlichbraun gefärbt. Das lederige Nasenpolster wird bis zu 9 mm breit und 4,6 mm lang. Die Seitenkanten sind eher abgerundet und nicht so scharfeckig wie beim Kap-Goldmull (Chrysochloris asiatica). Vom oberen Rand des Nasenpolsters ziehen zwei helle Flecken bis zum Bereich der unter dem Fell verborgenen Augen, das Gesicht entspricht in seiner Färbung ansonsten weitgehend der des Rückens. Die Lippen sind cremig-gelb gefärbt, das Kinn braungelb bis grau. Die kräftigen Gliedmaßen enden vorn in vier, hinten in fünf Strahlen und weisen kräftige Krallen auf, die am Vorderfuß besonders ausgeprägt erscheinen. Die Kralle des mittleren (dritten) Fingers ist dabei mit einer Länge von 8 bis 9 mm am größten, die basale Breite beträgt 3 bis 4,5 mm, wodurch die Kralle relativ schlank wirkt. Am zweiten Finger wird die Kralle rund 4 mm lang, am ersten etwa 1,5 mm. Der vierte Finger ist reduziert, die Kralle weist hier nur eine Länge von 0,8 mm auf und ist knopfartig geformt. Die Länge des Hinterfußes schwankt zwischen 9 und 16 mm.

### Schädel- und Gebissmerkmale
Der Schädel wird 21,2 bis 27,4 mm lang und 14,1 bis 17,6 mm breit. Er ist insgesamt etwas breiter gestaltet als der des nahe verwandten Duthies Goldmull (Chlorotalpa duthieae) aber schmaler als der des Kap-Goldmulls. Am Gaumen erreicht er eine Breite von etwa 7,3 mm, im Bereich der Augen ist er geringfügig breiter. Im Gebiss sind 40 Zähne ausgebildet, die Zahnformel lautet: {\displaystyle {\frac {3.1.3.3}{3.1.3.3}}}. Der vordere untere Prämolar verfügt über ein dreihöckeriges (tricuspides) Kauflächenmuster, er entspricht damit den Molaren. Dagegen fehlt am oberen ersten Prämolar eines der Höckerchen. Der letzte Backenzahn ist allgemein sehr klein, ähnelt aber ebenfalls den anderen Molaren. Charakteristisch für die unteren Molaren ist ein deutlich ausgebildetes Talonid. Die obere Zahnreihe weist vom Eckzahn bis zum letzten Molar eine Länge von 5,6 bis 6,9 mm auf.

## Verbreitung

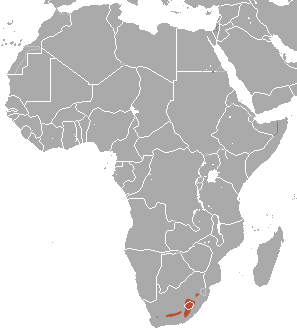
Verbreitungsgebiet (rot) von Sclaters Goldmull

Sclaters Goldmull kommt endemisch im südlichen Afrika vor. Sein Verbreitungsgebiet erstreckt sich über Lesotho und Südafrika. In Südafrika ist die Art aus den drei Kapprovinzen (Nordkap, Westkap, Ostkap) sowie marginal auch aus den Provinzen Freistaat und KwaZulu-Natal dokumentiert. Sie gehört somit zu den weiter verbreiteten Vertretern der Goldmulle. Das Vorkommen ist aber nicht durchgängig belegt, sondern regional beschränkt und verteilt sich auf vier Unterarten. Deren genauen Verbreitungsgrenzen sind aufgrund teils fehlender Untersuchungen nur unzureichend umrissen. Die Tiere bewohnen Teile des Highveld und der Karoo und sind vor allem in bergigen Gras- und Gebüschlandschaften sowie bewaldeten Schluchten zu beobachten. C. s. shortridgei tritt dabei im Renosterveld, C. s. montana in den nordöstlichen Gebirgsgrasländern mit Schluchtwäldern und C. s. sclateri sowie C. s. guillarmodi in den südöstlichen Gebirgsgrasländern und teilweise im feuchtkalten Highveld auf. In den Drakensbergen konnten einzelne Individuen im Garden Castle Nature Reserve in KwaZulu-Natal bis in 1800 m, bei Wakkerstroom in Mpumalanga in bis 1980 m Geländehöhe nachgewiesen werden. Sichtungen aus Lesotho zufolge steigt die Art auch bis auf 3000 m Geländehöhe auf. Die weniger kräftigen Grabkrallen binden die Tiere an weichere Böden, mitunter besiedeln sie nach längeren Regenfällen auch festere Substrate, in Lesotho sind sie bisher nur in Landschaften mit fruchtbaren schwarzen Grasböden in Wassernähe belegt. Im Verbreitungsgebiet kommt sympatrisch auch der Highveld-Goldmull (Amblysomus septentrionalis) vor, der aber schwerere Böden bevorzugt. Sclaters Goldmull kann lokal recht häufig auftreten, quantitative Daten liegen jedoch nicht vor.

## Lebensweise
Die Lebensweise von Sclaters Goldmull ist trotz seiner weiten Verbreitung nur ungenügend erforscht. Er lebt einzelgängerisch und ist nachtaktiv, kann aber auch tagsüber aktiv werden, vor allem nach Regenfällen. Charakteristisch sind seine dicht unter der Erdoberfläche verlaufenden Tunnel, die von einer mit Gras ausgelegten Nestkammer in Baumwurzeln oder in der Nähe von Felsen ausgehend bis zu 45 m auswärts mäandrieren. Seine Nahrung besteht vorwiegend aus Wirbellosen, ein untersuchter Mageninhalt aus dem Garden Castle Nature Reserve enthielt hauptsächlich Regenwürmer. Trächtige Weibchen wurden bisher in den feuchten Sommermonaten Dezember und Januar beobachtet, ein Wurf umfasst zwei Jungtiere, die in den Nestkammern zur Welt kommen. Nach der Geburt ist das Weibchen zumeist wieder empfangsbereit, was den Fortpflanzungserfolg erhöht, der höchstwahrscheinlich auf den kurzen Sommers beschränkt ist. Als Fressfeind treten Eulen in Erscheinung, in deren Gewöllen manchmal Reste von Sclaters Goldmull gefunden werden. Teilweise tritt die Art in Verbindung mit dem Afrikanischen Graumull (Fukomys hottentotus) auf.

## Systematik
Sclaters Goldmull ist eine Art aus der Gattung Chlorotalpa, zu der zusätzlich noch Duthies Goldmull (Chlorotalpa duthieae) gerechnet wird. Die Gattung wiederum gehört zur Familie der Goldmulle (Chrysochloridae). Diese stellen kleinere, bodengrabende Säugetiere aus der Überordnung der Afrotheria dar, die endemisch in Afrika auftreten. Der Schwerpunkt der Verbreitung liegt im südlichen Teil des Kontinents, einige wenige Arten kommen auch im östlichen oder zentralen Teil vor. Die spezialisierte, unterirdische Lebensweise der Goldmulle bedingt, dass die Habitate der einzelnen Arten mit wenigen Ausnahmen eng umrissen sind. Es lassen sich aber zwei ökologische Gruppen unterscheiden. Eine Gruppe setzt sich aus Bewohnern trockener bis teils halbwüstenartiger Landschaften zusammen, unter anderem der Wüstengoldmull (Eremitalpa) oder die Kapgoldmulle (Chrysochloris). Die zweite Gruppe besteht aus Formen der offenen Gras- und Savannenlandschaften sowie der Wälder, etwa die Kupfergoldmulle (Amblysomus), die Vertreter der Gattung Neamblysomus, Arends’ Goldmull (Carpitalpa arendsi) oder aber die Chlorotalpa-Arten. Über die innere Gliederung der Goldmulle herrscht keine vollständige Übereinstimmung. Anhand des Baus des Hammers im Mittelohr werden häufig zwei oder drei Unterfamilien voneinander abgetrennt: die Amblysominae mit einem normal gebauten Malleus, die Chrysochlorinae mit einem stark verlängerten Kopf des Malleus und die Eremitalpinae mit einem kugelig aufgeblähten Kopf des Malleus. Allerdings bilden nach Meinung anderer Forscher die beiden letztgenannten wiederum nur eine einzelne Unterfamilie, die Chrysochlorinae. Diese auf skelettanatomische Unterschiede beruhende Untergliederung der Goldmulle kann mit Hilfe von molekulargenetischen Ergebnissen bisher nicht vollständig nachvollzogen werden. Diesen zufolge steht Chlorotalpa trotz des vergrößerten Malleus vermittelnd zwischen einer Gruppe, die sich aus Amblysomus, Neamblysomus und Carpitalpa („Amblysominae“) zusammensetzt, und einer zweiten, die aus Chrysochloris, Chrysospalax, Cryptochloris und weiteren („Chrysochlorinae“) besteht.
Es sind vier Unterarten von Sclaters Goldmull anerkannt:
- C. s. guillarmodi Roberts, 1936; von Herschel und Lady Grey in der südafrikanischen Provinz Ostkap nordostwärts über Lesotho mit marginalen Vorkommen in den südafrikanischen Provinzen Freistaat und KwaZulu-Natal; Gaumen kürzer (< 51 % der größten Schädellänge) als in C. s. sclateri und C. s. montana.
- C. s. montana Roberts, 1924; nur aus Wakkerstroom in der südafrikanischen Provinz Mpumalanga bekannt, das Vorkommen könnte aber südwärts bis zu den Drakensbergen reichen und sich bei Harrismith und Clarens mit dem von C. s. guillarmodi vereinen; Gaumen deutlich länger (> 12,2 mm) als der von C. s. guillarmodi (<12 mm).
- C. s. sclateri Broom, 1907; von Beaufort West in der südafrikanischen Provinz Westkap  nordostwärts entlang der Koueveldberge und Sneeuberge bis nach Graaff-Reinet in der Provinz Ostkap; Gaumen vergleichsweise länger (> 53 % der größten Schädellänge) als in C. s. guillarmodi.
- C. s. shortridgei Broom, 1950; nur aus Sutherland in der südafrikanischen Provinz Nordkap bekannt, das Vorkommen könnte aber östlich bis zu den Nieuweveldbergen und Beaufort West in Westkap reichen; etwas größer als die anderen Unterarten mit breiterem Rostrum (> 4,7 mm) als in C. s. sclateri (< 4,5 mm).

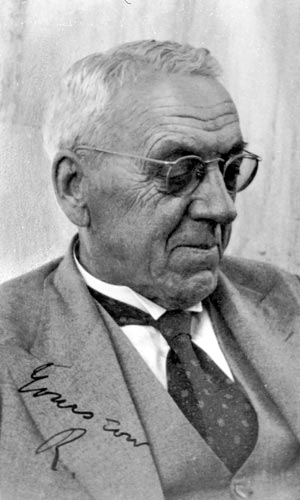
Robert Broom

Die wissenschaftliche Erstbeschreibung von Sclaters Goldmull erstellte Robert Broom im Jahr 1907 unter der wissenschaftlichen Bezeichnung Chrysochloris sclateri, er verwies die Art demzufolge zu den Kapgoldmullen. Der Holotyp, ein junges Weibchen von 9,6 cm Länge, das zu diesem Zeitpunkt schon länger im South African Museum verwahrt wurde, stammt aus Beaufort West, das Gebiet gilt somit als Typusregion. Den Artnamen sclateri wählte Broom zu Ehren des ehemaligen Direktors des Museums, W. L. Sclater. Noch im gleichen Jahr seiner Erstbeschreibung veröffentlichte Broom eine weitere Publikation, in der er nicht nur auf Sclaters Goldmull genauer einging, sondern auch den nahe verwandten Duthies Goldmull (Chlorotalpa duthieae) vorstellte und beide miteinander verglich. Auf Broom geht auch die Benennung der Unterart C. s. shortridgei zurück, die er 1950 als eigenständige Art einführte und deren Grundlage ein 11 cm langes Individuum aus Sutherland bildete. Dieses besitzt eine dunkelbraune Oberseite und eine hellbraune Unterseite, während sich im Gesicht zwei nahezu weiße Streifen von den Lippen bis zu den Ohren abzeichnen. Gefunden wurde das Exemplar von Guy C. Shortridge. Die beiden anderen Unterarten gehen auf Austin Roberts zurück. Im Jahr 1924 benannte er C. s. montana ebenfalls als eigenständige Art basierend auf einem männlichen Tier von 9,8 cm Länge, das von Kastrol Nek östlich von Wakkerstroom stammt. Dessen Gesichtszeichnung ist stärker verwaschen als bei der Nominatform. Zwölf Jahre später etablierte Roberts die Art C. guillarmodi. Das Typusexemplar, ein 8,2 cm langes Weibchen, hatte C. Jacot-Guillarmod bereits 1933 bei Mamathes im nordwestlichen Lesotho gesammelt.  Seit Anfang der 1950er Jahre gelten alle diese Formen als Unterarten von Sclaters Goldmull.
Einige Autoren ordneten in diesem Zeitraum auch Duthies Goldmull als Unterart von Sclaters Goldmull ein, doch wurde dies 1968 von Alberto M. Simonetta weitgehend wieder aufgehoben. Beide Arten lassen sich sehr gut anhand von äußerlichen, weniger gut anhand von Schädelmerkmalen auseinanderhalten, darüber hinaus auch an der Bevorzugung unterschiedlicher Habitate. Zudem treten Abweichungen in einzelnen Merkmalen der Chromosomen auf, so dass beide Arten als eigenständig anzusehen sind. Dies bestätigen auch molekulargenetische Analysen.

## Bedrohung und Schutz
Größere Bedrohungen für den Bestand von Sclaters Goldmull sind nicht bekannt. Einzelne Populationen können durch Habitatmodifikationen infolge der Intensivierung der Landwirtschaft und der Ausbreitung menschlicher Siedlungen beeinträchtigt sein. Ebenso hat die Erbeutung durch Haushunde und Hauskatzen einen lokalen Einfluss. Die Art ist insgesamt weit verbreitet, kommt aber weitgehend in höheren Berglagen vor, die für Menschen eher unattraktiv sind, und toleriert leicht veränderte Lebensräume. Aufgrund dessen stuft sie die IUCN als „nicht bedroht“ (least concern) ein. Sclaters Goldmull ist unter anderem im uKhahlamba-Drakensberg-Park in KwaZulu-Natal, im Karoo-Nationalpark in Westkap, im Golden-Gate-Highlands-Nationalpark im Freistaat und im Sehlabathebe-Nationalpark in Lesotho vertreten.